# Agogô

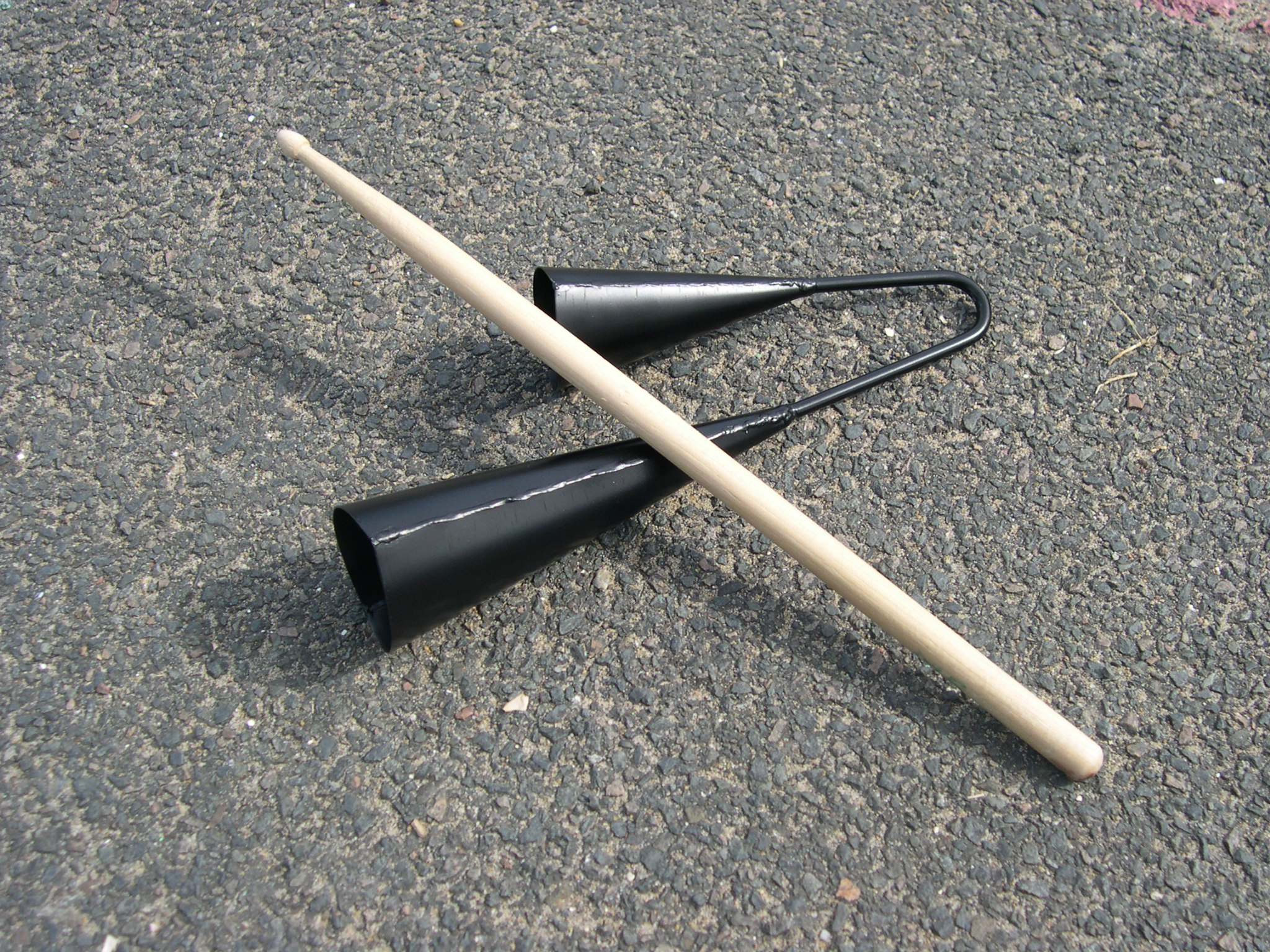
Agogô mit Schlägel

Agogô oder Agogo (Yoruba-Sprache, auch in der Bedeutung „Uhr“) ist ein Aufschlagidiophon in der Musik der Yoruba, Igala und Edo in Nigeria, das entweder aus zwei über einen Bügel miteinander verbundenen, länglich-kegelförmigen Metallglocken oder aus einer Einfachglocke ohne Klöppel besteht. Von Nigeria gelangte die Bügeldoppelglocke agogô mit afrikanischen Sklaven nach Südamerika in die brasilianische und kubanische Musik.

## Bügeldoppelglocke
Die beiden Glocken sind von unterschiedlicher Größe und Tonhöhe und werden mit einem kurzen Stab angeschlagen. Das Tonintervall der beiden obertonreichen Glocken ist je nach Verarbeitung des Instrumentes als Terz, Quarte oder Quinte gestimmt. Die agogô wird mit einem Stab aus Holz, seltener auch aus Metall, angeschlagen. Einen weiteren perkussiven Klang kann man erzeugen, indem man die beiden Glocken während des Spielens gegeneinander drückt.
Das Perkussionsinstrument wird hauptsächlich im Samba, bei der Capoeira und im Afoxé gespielt. Die agogô spielt eine linha rítmica, eine der Clave vergleichbare rhythmische Linie. Im Gegensatz zu dieser wird das Grundpattern jedoch häufig umspielt, während in der Candomblé-Musik eine Cowbell (gã oder gonguê genannt) eine echte Clave spielt.
Die agogô  wurde von den Yoruba nach Südamerika gebracht. Auch in anderen Sprachen Nigerias heißt die Doppelglocke agogo, in Bantusprachen in der Demokratischen Republik Kongo ngonge und ähnlich. Eine andere, über einen Stiel verbundene afrikanische Doppelglocke (Stieldoppelglocke) ist die gankogui. Eine Variante der agogô ist die wooden agogô aus Holz.